# Okręg Szkolny Brzeski
Okręg Szkolny Brzeski – jeden z okręgów szkolnych II RP, utworzony rozporządzeniem Ministra Wyznań Religijnych i Oświecenia Publicznego z 3 maja 1922 roku.

## Historia
Od 16 maja 1922 do 31 sierpnia 1932 roku na wschodnich terenach istniał Okręg Szkolny Poleski.
Rozporządzeniem z 7 lipca 1932 roku utworzono Okręg Szkolny Brzeski, na terenie województw: poleskiego i białostockiego (z wyłączeniem powiatów: suwalskiego, augustowskiego, grodzieńskiego i wołkowyskiego), a 1 września 1932 roku weszło w życie rozporządzenie o jego utworzeniu, z siedzibą kuratora w Brześciu nad Bugiem.
Kuratorzy brzescy.
1932–1933. Marian Godecki.
1933–1939. Romuald Petrykowski.

## Obwody szkolne
W 1933 roku Rozporządzeniem Prezydenta Rzeczypospolitej Polskiej z dnia 4 lipca 1933 r. o organizacji obwodowych władz szkolnych, dla celów administracji w zakresie szkolnictwa, okręgi szkolne zostały podzielone na obwody, zawierające jeden lub więcej powiatów, które były zarządzane przez inspektorów szkolnych. 
Rozporządzeniem M. W. R. i O. P. z dnia 14 lipca 1933 r. o podziale okręgów szkolnych na obwody, Okręg Szkolny Brzeski został podzielony na obwody:

- Obwód brzeski – powiat brzeski.
- Obwód drohicki – powiat drohicki.
- Obwód koszyrski – powiat koszyrski.
- Obwód kobryński – powiat kobryński.
- Obwód kosowski – powiat kosowski.
- Obwód łuniniecki – powiat łuniniecki.
- Obwód piński – powiat piński.
- Obwód prużański – powiat prużański.
- Obwód stoliński – powiat stoliński.
- Obwód białostocki – miasto Białystok, powiaty: białostocki i wysokomazowiecki.
- Obwód bielski – powiat bielski.
- Obwód łomżyński – powiaty: łomżyński i szczuczyński.
- Obwód ostrołęcki – powiat ostrołęcki.
- Obwód sokólski –powiat sokółski.

W 1938 roku utworzono Obwody: szczuczyński (powiat szczuczyński) i wysokomazowiecki (powiat wysokomazowiecki0.